# 密跡金剛
密跡金剛，為漢傳佛教的二十諸天與二十四諸天的護法神之一，為天界現憤怒相、持金剛杵之夜叉，職責為擁護佛法、降伏外道及鬼神，又稱密跡、夜叉王、秘密主、金剛手、密跡士、金剛密跡、密跡力士、金剛力士、金剛手秘密主，與那羅延天併稱為仁王，常安奉於佛寺門口。

## 緣由
密跡金剛為名叫密跡的金剛力士，是欲界天中的夜叉神，現忿怒相，手持金剛杵，職責是擁護佛法、降伏外道，以及降伏鬼神。有說居住在曠野城中，亦有說居於須彌山頂四角山峰。祂的位階低於帝釋天與毗沙門天，手下率領有五百名金剛力士，他們也被統稱為密跡金剛，主要的工作是防守天界的入口。
密跡金剛自釋迦牟尼佛成道之後，就追隨在佛身旁，長期擔任佛的護衛，《大寶積經》記載其緣由如下：密跡金剛在過往無數劫前名叫法意太子，誓願在1001位兄弟成佛（即賢劫千佛與梵天）後，成為金剛力士保護諸佛並聽聞秘密佛法。這些不為人知的教法，後來傳承給一些有神通的修行者，形成了大乘佛教中的許多經典。
大乘佛教相信密跡金剛及其眷屬皆為菩薩化身，漢傳佛教認為祂是樓至佛化身。密宗稱密跡金剛為密跡、秘密主、夜叉王、金剛手秘密主等，以其為大日如來之內眷屬，如釋迦佛與其弟子間的關係，是密宗的傳承來源。